# Grönby socken
Grönby socken i Skåne ingick i Vemmenhögs härad, uppgick 1967 i Trelleborgs stad och området ingår sedan 1971 i Trelleborgs kommun och motsvarar från 2016 Grönby distrikt.
Socknens areal är 15,30 kvadratkilometer varav 15,01 land. År 2000 fanns här 460 invånare. Orten Hönsinge samt kyrkbyn Grönby med sockenkyrkan Grönby kyrka ligger i socknen. 

## Administrativ historik
Socknen har medeltida ursprung. 
Vid kommunreformen 1862 övergick socknens ansvar för de kyrkliga frågorna till Grönby församling och för de borgerliga frågorna bildades Grönby landskommun. Landskommunen uppgick 1952 i Anderslövs landskommun som upplöstes 1967 då denna del uppgick i Trelleborgs stad som ombildades 1971 till Trelleborgs kommun. Församlingen uppgick 2002 i Anderslövs församling.
1 januari 2016 inrättades distriktet Grönby, med samma omfattning som församlingen hade 1999/2000.  
Socknen har tillhört län, fögderier, tingslag och domsagor enligt vad som beskrivs i artikeln Vemmenhögs härad. De indelta soldaterna tillhörde Södra skånska infanteriregementet, Vemmenhögs kompani och Skånska dragonregementet, Vemmenhögs skvadron, Borreby kompani.

## Geografi
Grönby socken ligger nordost om Trelleborg. Socknen är en odlad slättbygd på Söderslätt mer kuperad i norr.

## Fornlämningar
Från stenåldern är boplatser och lösfynd funna, dessutom finns här ett gravfält under flat mark. En bronshalsring samt en vikingatida silverskatt har påträffats.  

## Namnet
Namnet skrevs 1313 Gryndby och kommer från kyrkbyn. Efterleden är by, 'gård; by'. Förleden innehåller grind antingen i betydelsen 'kreatursfålla' eller i betydelsen 'grus'.